# Comuna Sunne
Sunne (Sunne kommun) este o comună din comitatul Värmlands län, Suedia, cu o populație de 13.011 locuitori (2013).

## Geografie

### Zone urbane
Lista celor mai mari zone urbane din comună (anul 2015) conform Biroului Central de Statistică al Suediei:
| Nr | Zona urbană     | Pop.  |
| -- | --------------- | ----- |
| 1  | Sunne           | 5.026 |
| 2  | Rottneros       | 445   |
| 3  | Västra Ämtervik | 382   |
| 4  | Lysvik          | 326   |
| 5  | Uddheden        | 266   |

## Demografie
| \| Evoluția demografică în comuna Sunne, 1970–2015 \| Evoluția demografică în comuna Sunne, 1970–2015 \| Evoluția demografică în comuna Sunne, 1970–2015 \| Evoluția demografică în comuna Sunne, 1970–2015 \| Evoluția demografică în comuna Sunne, 1970–2015 \| \| ----------------------------------------------------------------------------------------------------- \| ----------------------------------------------- \| ----------------------------------------------- \| ----------------------------------------------- \| ----------------------------------------------- \| \| An \| \| \| Locuitori \| \| \| 1970 \| 1970 \| \| 14044 \| 14044 \| \| 1975 \| 1975 \| \| 13618 \| 13618 \| \| 1980 \| 1980 \| \| 13344 \| 13344 \| \| 1985 \| 1985 \| \| 13112 \| 13112 \| \| 1990 \| 1990 \| \| 13564 \| 13564 \| \| 1995 \| 1995 \| \| 13971 \| 13971 \| \| 2000 \| 2000 \| \| 13619 \| 13619 \| \| 2005 \| 2005 \| \| 13586 \| 13586 \| \| 2010 \| 2010 \| \| 13255 \| 13255 \| \| 2015 \| 2015 \| \| 13208 \| 13208 \| \| Sursa: SCB - Statistika Centralbyrån, Folkmängd efter region, civilstånd, ålder och kön. År 1968–2016 \| \| \| \| \| |      |  |           |       |
| Evoluția demografică în comuna Sunne, 1970–2015 |      |  |           |       |
| An |      |  | Locuitori |       |
| 1970 | 1970 |  | 14044     | 14044 |
| 1975 | 1975 |  | 13618     | 13618 |
| 1980 | 1980 |  | 13344     | 13344 |
| 1985 | 1985 |  | 13112     | 13112 |
| 1990 | 1990 |  | 13564     | 13564 |
| 1995 | 1995 |  | 13971     | 13971 |
| 2000 | 2000 |  | 13619     | 13619 |
| 2005 | 2005 |  | 13586     | 13586 |
| 2010 | 2010 |  | 13255     | 13255 |
| 2015 | 2015 |  | 13208     | 13208 |
| Sursa: SCB - Statistika Centralbyrån, Folkmängd efter region, civilstånd, ålder och kön. År 1968–2016 |      |  |           |       |